# Варрінггольц
Варрінггольц (нім. Warringholz) — громада в Німеччині, розташована в землі Шлезвіг-Гольштейн. Входить до складу району Штайнбург. Складова частина об'єднання громад Шенефельд.
Площа — 6,3 км2. Населення становить 303 ос. (станом на 31 грудня 2020).